# Cephalochrysa stigmatica
Cephalochrysa stigmatica är en tvåvingeart som först beskrevs av Wulp 1898.  Cephalochrysa stigmatica ingår i släktet Cephalochrysa och familjen vapenflugor. Inga underarter finns listade i Catalogue of Life.